# Rio Bârna
O Rio Bârna é um rio da Romênia afluente do Rio Mureş, localizado no distrito de Arad.